# George Kok
George William Kok (Grand Rapids, 18 marzo 1922 – Louisville, 5 ottobre 2013) è stato un cestista statunitense.

## Carriera
Dopo aver giocato dal 1945 al 1948 nella University of Arkansas venne selezionato come seconda scelta assoluta al Draft BAA 1948 dagli Indianapolis Jets. Non militò mai in BAA, ma ha poi giocato con i Peoria Caterpillars in Amateur Athletic Union nel 1949, e nella stagione successiva con i Bridgeport Aerasols in American Basketball League.
Successivamente ricoprì l'incarico di direttore atletico della Pleasure Ridge Park High School per 24 anni.
È stato inserito nell'Arkansas Sports Hall of Fame, nell'Arkansas Razorbacks Hall of Honor, nel Grand Rapids Sports Hall of Fame, nel Pleasure Ridge Park High School Hall of Fame.

## Palmarès
- Sporting News All-America Second Team (1946)[12]
- AP All-America Third Team (1948)[13]